# وزارة علي ماهر باشا الثالثة
وزارة علي ماهر باشا الثالثة هي الوزارة السادسة والستون في مصر، صدر المرسوم الملكي بتشكيلها في 27 يناير 1952.:516:519

## أعضاء الحكومة
| الوزارة                                            | الوزير                     |
| -------------------------------------------------- | -------------------------- |
| رئيس مجلس الوزراء ووزير الخارجية والحربية والبحرية | علي ماهر باشا              |
| وزير الداخلية                                      | أحمد مرتضى المراغي بك      |
| وزير المالية والاقتصاد                             | محمد زكي عبد المتعال       |
| وزير العدل                                         | محمد علي نمازي باشا        |
| وزير الأشغال العمومية والمواصلات                   | حامد سليمان باشا           |
| وزير المعارف العمومية                              | محمد عبد الخالق حسونة باشا |
| وزير الشئون الاجتماعية                             | محمود حسن باشا             |
| وزير الصحة العمومية والشئون البلدية والقروية       | إبراهيم شوقي باشا          |
| وزير الأوقاف                                       | سعد اللبان                 |
| وزير الزراعة                                       | صليب سامي باشا             |
| وزير التجارة والصناعة والتموين                     | إبراهيم عبد الوهاب بك      |

## تعديلات
- في 7 فبراير 1952 انفصلت الشئون البلدية عن الشئون القروية وتولاها محمد علي رشدي بك.[2]:441 وتولى محمد زهير جرانة بك وزارة الشئون القروية.[2]:442 وأسندت وزارة المواصلات إلى صليب سامي باشا.[2]:541 وأسندت وزارة الزراعة إلى ألفونس جريس بك.[2]:416 وأسندت وزارة التموين إلى عبد الجليل العمري.[2]:280